# ФК Лидс јунајтед
Фудбалски клуб Лидс јунајтед (енгл. Leeds United Football Club), обично се назива Лидс јунајтед или само Лидс, је енглески фудбалски клуб из града Лидса, Западни Јоркшир. Дом фудбалера Лидса је стадион Еланд Роуд, на ком играју од оснивања клуба 1919. године.
Од оснивања клуб се углавном такмичио у најелитнијим лигама Енглеске, а тренутно се такмичи у Премијер лиги, у коју се вратио након сезоне 2024/25, када је освојио Чемпионшип. Лидс се никада у својој историји није такмичио у нижој лиги од Прве фудбалске лиге (3. ранг), у трећој лиги је провео само три сезоне од 2007. до 2010. године.
Наступали су у финалу Купа европских шампиона 1975. године, где су након врло контроверзног суђења изгубили од Бајерн Минхена са 2:0. Као последицу тога је настало познато скандирање Лидсових навијача We are the champions, champions of Europe! (WACCOE).

## Историја
Под руководством Дона Ревија, током 1960-их и 1970-их, клуб је освојио неколико неколико домаћих и европских трофеја. Пошто је Ревие преузео Енглески национални тим, 1982. Лидс је испао у Другу лигу и није се враћао у елиту све до 1990. године, када их је преузео Хауард Вилкинсон. После две године Лидс је освојио Прву дивизију Енглеске. Године 1998. Лидс је преузео Дејвид О’Лири. Док је он био менаџер Лидса, клуб је имао мање запажену улогу у Енглеској Премијер лиги (3. место 2000. године), али је зато био успешнији у европским такмичењима (полуфинале УЕФА Купа 2000. и полуфинале Лиге шампиона 2001).
И баш тај успех у Лиги шампиона 2001. године означио је почетак краха Лидса. Пошто наредне године није успео да се квалификује за Лига шампиона клуб је запао у финансијске проблеме и морали су да почну да продају најбоље играче. (Продали су Рија Фердинанда Манчестер јунајтеду за приближно 30 милиона фунти). Одржали су се у Премијер лиги још 2 године, а онда су испали у другу лигу Енглеске. Управа је продала скоро све играче не би ли некако одржала клуб. Били су приморани да продају оба терена за тренинг за 4,2 милиона фунти и стадион Еланд Роуд у јесен 2004.
Лидс је купио садашњи власник Кен Бејтес за 10 милиона фунти. Клуб је испао из Премијер лиге 2004. године, а у њу се вратио 2020. године.

## Успеси

### Лига
- Прва дивизија / Премијер лига
  - Првак (3) : 1968/69, 1973/74, 1991/92.
  - Друго место (5) : 1964/65, 1965/66, 1969/70, 1970/71, 1971/72.

- Друга дивизија / Чемпионшип
  - Првак (5) : 1923/24, 1963/64, 1989/90, 2019/20, 2024/25.
  - Друго место (3) : 1927/28, 1931/1932, 1955/56.

- Трећа дивизија/Прва лига
  - Друго место (1) : 2009/10.

### Куп
- ФА куп
  - Освајач (1) : 1972.
  - Финалиста (3) : 1965, 1970, 1973.

- Енглески Лига Куп
  - Освајач (1) : 1968.
  - Финалиста (1) : 1996.

- ФА Комјунити шилд
  - Освајач (2) : 1969, 1992.
  - Финалиста (1) : 1974.

### Европска такмичења
- Куп европских шампиона
  - Финалиста (1) : 1975.

- Лига Шампиона
  - Полуфиналиста (1) : 2001.

- Куп сајамских градова
  - Освајач (2) : 1967/68, 1971/71
  - Финалиста (1) : 1966/67.

- Куп УЕФА
  - Полуфиналиста (1) : 2000.
- Куп победника купова
  - Финалиста (1) : 1973.